# Deltote loxosema
Deltote loxosema is een vlinder uit de familie van de uilen (Noctuidae). De wetenschappelijke naam van de soort werd in 1911 als Eustrotia loxosema gepubliceerd door George Thomas Bethune-Baker.
De soort komt voor in Angola.